# حسن‌آباد (چناران)
حسن‌آباد روستایی در دهستان چناران بخش مرکزی شهرستان چناران استان خراسان رضوی ایران است.

## جمعیت
بر پایه سرشماری عمومی نفوس و مسکن در سال ۱۳۹۵ این روستا بدون جمعیت بوده‌است.